# 胡延照
胡延照（1951年4月—），男，汉族，浙江绍兴人，中华人民共和国政治人物，曾任上海市普陀區區委書記、上海市人民政府副市长、上海市人大常委会副主任、上海行政学院院长。